# Communauté de communes de Parthenay-Gâtine
Die Communauté de communes de Parthenay-Gâtine ist ein französischer Gemeindeverband mit der Rechtsform einer Communauté de communes im Département Deux-Sèvres in der Region Nouvelle-Aquitaine. Sie wurde am 1. Januar 2014 gegründet und umfasst aktuell 38 Gemeinden. Der Verwaltungssitz befindet sich im Ort Parthenay.

## Historische Entwicklung
Der Gemeindeverband entstand 2014 durch Fusion der Vorgängerorganisationen
- Communauté de communes de Parthenay
- Communauté de communes Espace Gâtine
- Communauté de communes du Pays Ménigoutais
- Communauté de communes du Pays Thénezéen

Mit Wirkung vom 1. Januar 2019 gingen die ehemaligen Gemeinden Coutières und Chantecorps in die Commune nouvelle Les Châteliers auf. Dadurch verringerte sich die Anzahl der Mitgliedsgemeinden auf 38.

## Mitgliedsgemeinden
| Gemeinde                                   | Einwohner 1. Januar 2022 | Fläche km² | Dichte Einw./km² | Code INSEE | Postleitzahl |
| ------------------------------------------ | ------------------------ | ---------- | ---------------- | ---------- | ------------ |
| Adilly                                     | 312                      | 12,92      | 24               | 79002      | 79200        |
| Allonne                                    | 616                      | 22,98      | 27               | 79007      | 79130        |
| Amailloux                                  | 824                      | 37,24      | 22               | 79008      | 79350        |
| Aubigny                                    | 169                      | 11,98      | 14               | 79019      | 79390        |
| Azay-sur-Thouet                            | 1.111                    | 20,20      | 55               | 79025      | 79130        |
| Châtillon-sur-Thouet                       | 2.675                    | 16,45      | 163              | 79080      | 79200        |
| Doux                                       | 213                      | 9,85       | 22               | 79108      | 79390        |
| Fénery                                     | 291                      | 12,63      | 23               | 79118      | 79450        |
| Fomperron                                  | 388                      | 17,40      | 22               | 79121      | 79340        |
| Gourgé                                     | 892                      | 50,43      | 18               | 79135      | 79200        |
| La Chapelle-Bertrand                       | 456                      | 19,39      | 24               | 79071      | 79200        |
| La Ferrière-en-Parthenay                   | 762                      | 29,12      | 26               | 79120      | 79390        |
| La Peyratte                                | 1.113                    | 46,86      | 24               | 79208      | 79200        |
| Lageon                                     | 372                      | 14,02      | 27               | 79145      | 79200        |
| Le Retail                                  | 275                      | 14,45      | 19               | 79226      | 79130        |
| Le Tallud                                  | 1.972                    | 19,22      | 103              | 79322      | 79200        |
| Les Châteliers                             | 452                      | 26,42      | 17               | 79105      | 79340        |
| Les Forges                                 | 103                      | 10,61      | 10               | 79124      | 79340        |
| Lhoumois                                   | 147                      | 9,67       | 15               | 79149      | 79390        |
| Ménigoute                                  | 856                      | 19,22      | 45               | 79176      | 79340        |
| Oroux                                      | 102                      | 6,56       | 16               | 79197      | 79390        |
| Parthenay                                  | 10.121                   | 11,38      | 889              | 79202      | 79200        |
| Pompaire                                   | 2.052                    | 12,80      | 160              | 79213      | 79200        |
| Pougne-Hérisson                            | 360                      | 11,86      | 30               | 79215      | 79130        |
| Pressigny                                  | 192                      | 12,12      | 16               | 79218      | 79390        |
| Reffannes                                  | 386                      | 8,58       | 45               | 79225      | 79420        |
| Saint-Aubin-le-Cloud                       | 1.662                    | 41,83      | 40               | 79239      | 79450        |
| Saint-Germain-de-Longue-Chaume             | 387                      | 14,63      | 26               | 79255      | 79200        |
| Saint-Germier                              | 259                      | 11,78      | 22               | 79256      | 79340        |
| Saint-Martin-du-Fouilloux                  | 252                      | 23,97      | 11               | 79278      | 79420        |
| Saurais                                    | 182                      | 11,30      | 16               | 79306      | 79200        |
| Secondigny                                 | 1.791                    | 37,34      | 48               | 79311      | 79130        |
| Thénezay                                   | 1.398                    | 48,49      | 29               | 79326      | 79390        |
| Vasles                                     | 1.666                    | 89,16      | 19               | 79339      | 79340        |
| Vausseroux                                 | 330                      | 19,12      | 17               | 79340      | 79420        |
| Vautebis                                   | 127                      | 7,26       | 17               | 79341      | 79420        |
| Vernoux-en-Gâtine                          | 583                      | 31,20      | 19               | 79342      | 79240        |
| Viennay                                    | 1.077                    | 15,71      | 69               | 79347      | 79200        |
| Communauté de communes de Parthenay-Gâtine | 36.926                   | 836,15     | 44               | –          | –            |

## Quelle
1. ↑  www.collectivites-locales.gouv.fr
2. ↑  CC de Parthenay-Gâtine (SIREN: 200 041 333) in der Base nationale sur l’intercommunalité (BANATIC) des französischen Innenministeriums (französisch), abgerufen am 19. November 2015.